# Ken-Levi Eikeland
Ken-Levi Eikeland (Larvik, 9 oktober 1994) is een Noors wielrenner die anno 2018 rijdt voor Interpro Stradalli Cycling.

## Overwinningen
2016
4e etappe Carpathian Couriers Race

## Ploegen
- 2016 –  Team FixIT.no
- 2017 –  Team FixIT.no
- 2018 –  Interpro Stradalli Cycling

Amadori · Eikeland · Etxabe · Hishinuma · Hjorth · Hudry · Ishihara · Lamarre · Mitsuda · K. Mizuno · T. Mizuno · Okubamariam · Rousseau · Shinoda · Vermeulen · Whitehouse